# コラーナ
コラーナ（伊: Corana）は、イタリア共和国ロンバルディア州パヴィーア県にある、人口約700人の基礎自治体（コムーネ）。

## 地理

### 位置・広がり

#### 隣接コムーネ
隣接するコムーネは以下の通り。
- コルナーレ・エ・バスティーダ
- チェルヴェジーナ
- ピエーヴェ・アルビニョーラ
- サンナッツァーロ・デ・ブルゴンディ
- シルヴァーノ・ピエトラ
- ヴォゲーラ
- ジナスコ

### 気候分類・地震分類
気候分類では、zona E, 2619 GGに分類される。
また、イタリアの地震リスク階級 (it) では、zona 3 (sismicità bassa) に分類される
。